# Passeport indien
Le passeport indien (en hindi : भारतीय पारपत्र ; en anglais : Indian passport) est un document de voyage international délivré aux ressortissants indiens par le gouvernement indien aux citoyens de la République de l'Inde. Il permet au détenteur de voyager à l'étranger et sert également de preuve de nationalité d'après la loi sur les passeports (en) de 1967.
La Division consulaire du passeport et visa (CPV) du ministère indien des Affaires extérieures, ayant le rôle central de l'organisation et de la délivrance des passeports, est responsable pour l'émission des passeports à la demande des citoyens indiens. Les passeports sont délivrés dans 37 lieux en Inde et auprès des 162 missions diplomatiques consulaires indiennes à travers le monde.

## Type de passeport
Trois types de passeports existent :
- le passeport régulier (type P pour Personal) est de couleurs bleue marine/noire et est délivré aux citoyens pour des voyages tels que des voyages de loisirs, d'études ou de travail (36 ou 60 pages) ;
- le passeport officiel (type S pour Service) est de couleur blanche et est délivré aux personnes déléguées ou représentant les intérêts du gouvernement indien pour des missions économiques ;
- le passeport diplomatique (type D pour Diplomatic) est de couleur marron et est délivré au personnel diplomatique et aux officiels indiens.

En outre, certains bureaux des passeports indiens sur le territoire national ainsi que des missions étrangères indiennes ont l'autorisation d'émettre des passeports réguliers India-Bengladesh et India-Sri Lanka aux citoyens indiens résidant au Bengale-Occidental, dans le Nord-Est, au Tamil Nadu et dans le Territoire de Pondichéry. Ces deux passeports permettent aux Indiens qui les détiennent de voyager uniquement et respectivement au Bangladesh et au Sri Lanka et ne sont pas valables pour des voyages dans d'autres pays.

## Liste des pays sans visa
Bhoutan, Dominique, Équateur, Salvador, Fidji, Grenade, Haïti, Indonésie, Jamaïque, Maldives, Maurice, États fédérés de Micronésie, Saint-Christophe-et-Niévès, Saint-Vincent-et-les-Grenadines, Sénégal, Trinité-et-Tobago et Vanuatu.
En outre, aucun visa n'est requis pour un citoyen indien lorsqu'il se rend au Népal depuis la signature du traité de paix et d'amitié indo-népalais de 1950 (1950 Indo-Nepal Treaty of Peace and Friendship).

## Naturalisation
La nationalité indienne s’acquiert par filiation, par adoption, par naturalisation ordinaire ou naturalisation facilitée.
La naturalisation facilitée concerne les détenteurs de l'Overseas Citizenship of India (OCI).

## Citoyenneté indienne d'outre-mer
La Citoyenneté indienne d'Outre-Mer (en anglais : Overseas Citizenship of India, OCI) a été créée en 2006. Elle est aussi délivrée par le ministère indien des Affaires extérieures et la Division consulaire des passeports et visas. Le détenteur de l'OCI n'est pas, à proprement parler, de nationalité indienne malgré le nom inscrit sur le document. Toutefois, le Royaume-Uni reconnaît l'OCI comme étant une double-nationalité. 
Le document ressemble au passeport indien mais ne contient que 4 pages. Il permet à toute personne le possédant d'entrer et de sortir du territoire indien sans visa de façon indéfinie, de ne pas devoir s'annoncer à la police, de payer les tarifs locaux et non touristiques ou encore de bénéficier d'une naturalisation facilitée si le détenteur possède l'OCI depuis cinq ans et a résidé au moins un an en Inde pendant ces cinq années.
Un détenteur de l'OCI est traité de la même façon que les citoyens indiens de l'étranger et les citoyens indiens vivant en Inde mais des restrictions s'appliquent. Ainsi, les détenteurs de l'OCI ne dispose pas :
- du droit de vote ;
- du droit d'être élu ;
- du droit de travailler pour le gouvernement ;
- du droit de visiter certaines régions de l'Inde sans autorisation telles que l'Arunachal Pradesh, le Mizoram, le Nagaland ou le Sikkim (Inner Line Permit) et d'autres endroits principalement sous tensions militaires.

### Éligibilité
Le document est délivré à toute personne en faisant la demande et qui remplit les conditions suivantes :
- fut un citoyen de l'Inde au 26 janvier 1950 ou après cette date ; ou
- appartenait à un territoire qui devint partie indienne après le 15 août 1947 ; ou
- était éligible à la citoyenneté indienne au 26 janvier 1950 ; ou
- est un enfant ou un petit-enfant ou un arrière-petit-enfant d'une personne citée ci-dessus ; ou
- est un enfant mineur d'une personne citée ci-dessus ; ou
- est un enfant mineur et dont les deux parents ou l'un des deux sont citoyens indien ; ou
- est l'époux étranger depuis au moins deux ans d'un citoyen détenant une OCI.